# HD27176
HD27176 — хімічно пекулярна зоря спектрального класу A6, що має видиму зоряну величину в смузі V приблизно  5,7.
Вона  розташована на відстані близько 178,7 світлових років від Сонця.

## Фізичні характеристики
Зоря HD27176 обертається 
досить швидко 
навколо своєї осі. Проєкція її екваторіальної швидкості на промінь зору становить  Vsin(i)= 94км/сек.